# Soma (drottning)
Soma, var regerande drottning i Funan i Kambodja under första århundradet. Hon var gift med kung Kaundinya I, och de är kända som Kambodjas första kungapar, grundare av Kambodjas första kända kungarike. 